# Íbis Sport Club
Maillots
L'Íbis Sport Club, est un club de football brésilien situé à Paulista dans l'État de Pernambuco et fondé le 15 novembre 1938. L'équipe évolue au stade Ademir-Cunha. Ils jouent en noir et rouge. Le club est l'un des fondateurs de la Fédération de football de Pernambuco.
Ses joueurs sont surnommés les Pássaro Preto (Les Oiseaux Noirs) mais l'équipe est davantage connue pour être appelée la « pire équipe du monde » après une longue série de défaites à la fin des années 1970 et 1980, remarquée par le magazine de football brésilien Placar. Le club a par la suite, fait de cette réputation une fierté et utilise l'humour, pour promouvoir le club, sur les réseaux sociaux notamment.

## Histoire
L'Íbis Sport Club a été fondé le 15 novembre 1938 par des employés de la Tecelagem de Seda e Algodão (« Usine de tissage de soie et de coton ») à Santo Amaro. Au début, seuls les employés de cette entreprise pouvaient jouer. Le club a été nommé Íbis d'après l'oiseau africain. Après le décès de João Pessoa de Queiroz, propriétaire du club, ses héritiers se sont désintéressés du club, puis l'un des dirigeants de l'usine, Onildo Ramos, a repris l'Íbis. C'est seulement depuis sa présidence, que le club accepte des joueurs qui ne sont pas employés par la Tecelagem de Seda e Algodão.
L'Íbis Sport Club est considéré comme l'un des clubs fondateurs de la Fédération de football de Pernambuco. En effet, bien que fondée le 16 juin 1915 sous le nom de Liga Sportiva Pernambucana, elle prend son nom actuel 1955.
L'Íbis a remporté le Tournoi d'ouverture du Pernambuco en 1948 et en 1950, et le Torneio Incentivo en 1975 et en 1976. Un joueur : Carlito, avec 12 buts, fut le meilleur buteur du Championnat du Pernambouc en 1948.
L'équipe est surtout connue comme la « pire équipe au monde » en raison de ses nombreuses défaites à la fin des années 1970 et au début des années 1980. Le club a passé trois ans et onze mois entre 1980 et 1984 sans remporter un seul match, soit 48 défaites et 6 matchs nuls. Fait majeur, les Pássaro Preto ont été finalistes du Championnat du Pernambouc de deuxième division en 1999, mais ont été battus par le Central Sport Club en finale.
Après avoir célébré son 70e anniversaire le 15 novembre 2008, le club a est devenu une entreprise privée, grâce à l'entrepreneur portugais Filipe Fernandes. 15 millions de réaux ont été investis dans la construction d’un centre de formation.
À la fin des années 1970 et au début des années 1980, l'Íbis Sport Club a acquis une renommée nationale en raison de ses mauvais résultats sur le terrain. Neuf défaites consécutives puis à une séquence de 54 matchs sans victoire, ont permis au club d'être remarqué par un article du populaire magazine brésilien Placar. Cela faisait trois ans et onze mois qu'aucune victoire n'avait été célébrée, un record inscrit au Livre Guinness des records,,.
Le club entretient une rivalité avec les Jaguars de Jaboatão dos Guararapes. Dans le même esprit, leur rencontre est connue sous le nom de Pior Clássico do Mundo (pire derby du monde). L'Íbis Sport Club a remporté six des huit premiers matches contre le club fondé en 2012 ; mais en 2024, les Pássaro Preto ont été relégués en troisième division tandis que les Jaguars ont remporté le titre et la promotion en première division du Championnat du Pernambouc.

## Joueurs notables
- Mauro Shampoo

## Résultats sportifs
- Championnat du Pernambouc de deuxième division
  - Finalistes (2) : 1999, 2021
- Torneio Incentivo
  - Gagnants (2) : 1975, 1976
- Tournoi d'ouverture du Pernambuco
  - Vainqueurs (2) : 1948, 1950